# 安迪伟
安迪伟（1921年9月—2012年2月7日），男，回族，河北保定人，中华人民共和国政治人物，曾任贵州省政协副主席，第六届全国政协委员，第七届全国人大代表。